# 白石町立有明中学校
白石町立有明中学校（しろいしちょうりつ ありあけちゅうがっこう）は、佐賀県杵島郡白石町大字坂田にあった公立中学校。
2024年（令和6年）3月末をもって閉校し、白石町立白石中学校に統合された。

## 概要
歴史
1962年（昭和37年）に有明村立中学校3校（有明東・有明南・有明西）の統合により開校。白石町立白石中学校への統合により、2024年（令和6年）3月末をもって閉校し、62年の歴史に幕を下ろした。
校訓
「自立・敬愛・誠実」
校章
朝日と海の絵を背景にして、中央に「有明中」の文字（縦書き）を配している。
校歌
作詞は向井末次、作曲は陶山聡による。歌詞は3番まであり、1番の歌詞中に校名の「有明中学校」が登場する。
校区
小学校区（3校）は以下の通りであった。
- 白石町立有明東小学校
- 白石町立有明西小学校
- 白石町立有明南小学校

## 沿革
旧・有明東中学校
- 1947年（昭和22年）
  - 4月1日 - 学制改革が行われる。南有明村国民学校の高等科および青年学校普通科が、新制中学校「南有明村立南有明中学校」に改組される。当初、南有明村立南有明小学校に併置される。
  - 5月3日 - 開校式を挙行。
- 1955年（昭和30年）9月30日 - 南有明村が有明村に編入されたことにより、「有明村立有明東中学校」に改称。
- 1962年（昭和37年）3月31日 - 統合により閉校。ただし統合校舎完成までの間、「東校舎」として存続。

旧・有明南中学校
- 1947年（昭和22年）
  - 4月1日 - 学制改革が行われる。竜王村国民学校の高等科および青年学校普通科が、新制中学校「竜王村立竜王中学校」に改組される。当初、竜王村立竜王小学校に併置される。
  - 5月3日 - 開校式を挙行。
- 1955年（昭和30年）
  - 4月1日 - 2村（竜王・錦江）合併により、「有明村立竜王中学校」に改称。
  - 9月30日 - 南有明村が有明村に編入されたことにより、「有明村立有明南中学校」に改称。
- 1962年（昭和37年）3月31日 - 統合により閉校。ただし統合校舎完成までの間、「南校舎」として存続。

旧・有明西中学校
- 1947年（昭和22年）
  - 4月1日 - 学制改革が行われる。錦江村国民学校の高等科および青年学校普通科が、新制中学校「錦江村立錦江中学校」に改組される。当初、錦江村立錦江小学校に併置される。
  - 5月3日 - 開校式を挙行。
- 1955年（昭和30年）
  - 4月1日 - 2村（竜王・錦江）合併により、「有明村立錦江中学校」に改称。
  - 9月30日 - 南有明村が有明村に編入されたことにより、「有明村立有明西中学校」に改称。
- 1962年（昭和37年）3月31日 - 統合により閉校。ただし統合校舎完成までの間、「西校舎」として存続。

統合・有明中学校
- 1962年（昭和37年）
  - 4月1日 - 有明村立中学校3校（有明東・有明南・有明西）がそれぞれ統合され、「有明村立有明中学校」が開校。統合校舎が完成するまでの間、旧有明東・有明南・有明西をそれぞれ「東校舎」・「南校舎」・「西校舎」として存続。
  - 10月1日 - 町制施行により、「有明町立有明中学校」に改称。
- 1964年（昭和39年）9月 - 有明中学校の統合校舎が完成したため、東校舎・南校舎・西校舎は廃止の上、各小学校に移管される。
- 2005年（平成17年）1月1日 - 3町合併により、「白石町立有明中学校」に改称。
- 2024年（令和6年）
  - 3月23日 - 閉校式を挙行。
  - 4月1日 - 白石町立白石中学校への統合により閉校[1]。

跡地の活用
- 2026年（令和8年）4月1日 - 白石町立小学校3校（有明東・有明南・有明西）の統合により、「白石町立有明小学校」が開校（予定）。

## 交通
最寄りの鉄道駅
- JR九州 長崎本線 「肥前竜王駅」

最寄りのバス停留所
- 祐徳バス 佐賀線 「竜王駅前」停留所

最寄りの幹線道路
- 国道207号 「有明中学校前」交差点

## 周辺
- 白石町有明公民館
- 有明社会体育館
- 有明スカイパークふれあい郷
- 廻里江川

## 参考資料
- 「白石町史」（1974年（昭和49年）2月10日, 白石町）
- 閉校式～3中学校の長い歴史に幕 - 白石町ウェブサイト
- 「白石町立白石中学校」新しい歴史のはじまり - 白石町ウェブサイト

## 関連事項
- 佐賀県中学校の廃校一覧